# Saison 2009 de la PSA
La saison 2009 de l'Association professionnelle de squash (ou PSA World Tour 2009), est constituée d'une centaine de tournois organisés par la PSA, dont sept World Series et le championnat du monde organisé cette année au Koweït. La saison s'est conclue par les World Series Finals, tournoi réunissant les huit meilleurs joueurs de la saison.

## Calendrier 2009

### Légende
| World Open                 |
| World Series Platinum      |
| World Series Gold & Silver |
| 5 Stars                    |
| 4 Stars                    |

### Championnats du monde
| Tournoi                                                                  | Date              | Champion                     | Finaliste   | Demi-finalistes                  | Quart de finalistes                                    |
| ------------------------------------------------------------------------ | ----------------- | ---------------------------- | ----------- | -------------------------------- | ------------------------------------------------------ |
| Championnats du monde 2009 Koweït, Koweït World Open 277 500 $ - tableau | 1–7 novembre 2009 | Amr Shabana 11–8, 11–5, 11–5 | Ramy Ashour | Grégory Gaultier James Willstrop | Nick Matthew Peter Barker Thierry Lincou Wael El Hindi |

### Super Series
Dotation: 92 500 $ et plus
| Tournoi                                                                                       | Date                 | Champion                                   | Finaliste        | Demi-finalistes                | Quart de finalistes                                                |
| --------------------------------------------------------------------------------------------- | -------------------- | ------------------------------------------ | ---------------- | ------------------------------ | ------------------------------------------------------------------ |
| Tournament of Champions 2009 New York, États-Unis Super Series Gold 117 500 $ - tableau       | 23–29 janvier 2009   | Grégory Gaultier 11-9, 2-11, 11-8, 11-4    | Nick Matthew     | Karim Darwish Ramy Ashour      | James Willstrop David Palmer Thierry Lincou Mohd Azlan Iskandar    |
| North American Open 2009 Richmond, États-Unis World Series Silver 93 750 $                    | 23–28 février 2009   | Ramy Ashour 11-8, 13-11, 10-12, 5-11, 11-8 | Nick Matthew     | Karim Darwish Grégory Gaultier | Amr Shabana David Palmer Thierry Lincou Wael El Hindi              |
| British Open 2009 Manchester, Angleterre Super Series Silver 92 500 $ - tableau               | 10-14 septembre 2009 | Nick Matthew 8-11, 11-8, 7-11, 11-3, 12-10 | James Willstrop  | Amr Shabana Peter Barker       | Grégory Gaultier David Palmer Mohd Azlan Iskandar Daryl Selby      |
| Sky Open 2009 Le Caire, Égypte Super Series Platinum 147 500 $ - tableau                      | 19-23 septembre 2009 | Karim Darwish 11-6, 7-11, 6-11, 11-9, 11-3 | Grégory Gaultier | Ramy Ashour Alister Walker     | Amr Shabana Wael El Hindi James Willstrop Cameron Pilley           |
| Hong Kong Open 2009 Hong Kong, China Super Series Platinum 145 000 $ - tableau                | 14–18 octobre 2009   | Amr Shabana 11-9, 9-11, 11-3, 5-2 rtd      | Grégory Gaultier | Karim Darwish James Willstrop  | Ramy Ashour Thierry Lincou Daryl Selby Mohd Azlan Iskandar         |
| Qatar Classic 2009 Doha, Qatar Super Series Platinum 147 500 $ - tableau                      | 19–23 novembre 2009  | Nick Matthew 11-5, 12-10, 11-6             | Karim Darwish    | Ramy Ashour Peter Barker       | David Palmer James Willstrop Thierry Lincou Aamir Atlas Khan       |
| PSA Masters 2009 New Delhi, Inde Super Series Platinum 152 500 $ - tableau                    | 5–10 décembre 2009   | Ramy Ashour 11-6, 9-11, 11-9, 11-9         | Nick Matthew     | Amr Shabana Peter Barker       | David Palmer Thierry Lincou Mohamed El Shorbagy Laurens Jan Anjema |
| Saudi International 2009 Al Khobar, Arabie Saoudite Super Series Platinum 250 000 $ - tableau | 13–18 décembre 2009  | Ramy Ashour 11-7, 7-11, 11-9, 9-11, 11-8   | Nick Matthew     | David Palmer Adrian Grant      | Thierry Lincou Wael El Hindi Mohamed El Shorbagy Aamir Atlas Khan  |

### World Series Finals
| Tournoi final                                                                            | Date            | Champion                                | Finaliste      | Demi-finalistes           | Round Robin                                            |
| ---------------------------------------------------------------------------------------- | --------------- | --------------------------------------- | -------------- | ------------------------- | ------------------------------------------------------ |
| World Series Finals 2009 Queen's Club, Londres, Angleterre World Series Finals 110 000 $ | 14–17 mars 2009 | Grégory Gaultier 11-6, 8-11, 11-5, 11-5 | Thierry Lincou | Karim Darwish Amr Shabana | Ramy Ashour James Willstrop David Palmer Wael El Hindi |

### Stars
Dotation : entre 25 000 $ (2&1/2 Stars) et 50 000 $ (5 Stars)

#### Janvier
| Tournoi                                                             | Date                        | Champion                             | Finaliste    | Demi-finalistes           | Quart de finalistes                                                 |
| ------------------------------------------------------------------- | --------------------------- | ------------------------------------ | ------------ | ------------------------- | ------------------------------------------------------------------- |
| Motor City Open 2009 Détroit, États-Unis 3 Stars 30 000 $ - tableau | 30 janvier - 2 février 2009 | Borja Golán 10-12, 11-9, 11-5, 14-12 | Adrian Grant | Olli Tuominen Tarek Momen | Laurens Jan Anjema Stewart Boswell Hisham Mohd Ashour Shahier Razik |

#### Février
| Tournoi                                                          | Date               | Champion                                | Finaliste       | Demi-finalistes                     | Quart de finalistes                                                    |
| ---------------------------------------------------------------- | ------------------ | --------------------------------------- | --------------- | ----------------------------------- | ---------------------------------------------------------------------- |
| Open de Suède 2009 Linköping, Suède 5 Stars 60 000 $ - tableau   | 5–8 février 2009   | Nick Matthew w/o                        | Karim Darwish   | James Willstrop Mohamed El Shorbagy | Aamir Atlas Khan Omar Mosaad Joey Barrington Davide Bianchetti         |
| Bluenose Classic 2009 Halifax, Canada 4 Stars 40 000 $ - tableau | 5–8 février 2009   | David Palmer 11-5, 11-5, 11-7           | Peter Barker    | Borja Golán Laurens Jan Anjema      | Cameron Pilley Miguel Ángel Rodríguez Chris Ryder Shawn Delierre       |
| Open de Finlande 2009 Mikkeli, Finlande 2&1/2 Stars 25 000 $     | 12–15 février 2009 | Olli Tuominen 4-11, 5-11, 11-9, 6-1 rtd | Stewart Boswell | Omar Mosaad Omar Abdel Aziz         | Hisham Mohd Ashour Mohamed El Shorbagy Davide Bianchetti Márk Krajcsák |

#### Mars
| Tournoi                                                                                       | Date            | Champion                             | Finaliste          | Demi-finalistes                  | Quart de finalistes                                        |
| --------------------------------------------------------------------------------------------- | --------------- | ------------------------------------ | ------------------ | -------------------------------- | ---------------------------------------------------------- |
| Open de Kuala Lumpur 2009 Kuala Lumpur, Malaisie 5 Stars 50 000 $ - tableau                   | 4–7 mars 2009   | Peter Barker 11-6, 11-2, 11-4        | Adrian Grant       | Ong Beng Hee Borja Golán         | Aamir Atlas Khan Farhan Mehboob Yasir Butt Chris Simpson   |
| Indian Challenger 2009 Kolkata, India 3 Stars 30 000 $                                        | 18–21 mars 2009 | Adrian Grant 11-8, 11-5, 11-8        | Hisham Mohd Ashour | Ong Beng Hee Mohd Azlan Iskandar | Mohammed Abbas Saurav Ghosal Aaron Frankcomb Amr Swelim    |
| Canary Wharf Squash Classic 2009 Canary Wharf, Londres, Angleterre 5 Stars 52 500 $ - tableau | 23–27 mars 2009 | David Palmer 11-9, 12-10, 8-11, 11-7 | James Willstrop    | Amr Shabana Grégory Gaultier     | Wael El Hindi Peter Barker Borja Golán Mohamed El Shorbagy |

#### Avril
| Tournoi                                                                 | Date                   | Champion                           | Finaliste           | Demi-finalistes             | Quart de finalistes                                             |
| ----------------------------------------------------------------------- | ---------------------- | ---------------------------------- | ------------------- | --------------------------- | --------------------------------------------------------------- |
| Hurghada International 2009 Le Caire, Égypte 5 Stars 61 250 $ - tableau | 30 mars - 4 avril 2009 | Ramy Ashour 7-11, 11-5, 11-3, 11-8 | Grégory Gaultier    | Karim Darwish Amr Shabana   | Aamir Atlas Khan Farhan Mehboob Mohamed El Shorbagy Tarek Momen |
| Irish Squash Open 2009 Dublin, Irlande 2&1/2 Stars 25 000 $             | 22-25 April 2009       | Thierry Lincou 11-7, 11-6, 11-5    | Mohamed El Shorbagy | Daryl Selby Joey Barrington | Márk Krajcsák Julien Balbo Rob Sutherland Nicolas Müller        |

#### Juin
| Tournoi                                                                                        | Date            | Champion                         | Finaliste          | Demi-finalistes          | Quart de finalistes                                  |
| ---------------------------------------------------------------------------------------------- | --------------- | -------------------------------- | ------------------ | ------------------------ | ---------------------------------------------------- |
| Internationaux de La Réunion 2009 Saint-Pierre (La Réunion), France 3 Stars 30 000 $ - tableau | 24–27 juin 2009 | Thierry Lincou 13-11, 11-3, 11-7 | Laurens Jan Anjema | Omar Mosaad Mohamed Reda | Renan Lavigne Aaron Frankcomb Liam Kenny Yann Perrin |

#### Juillet
| Tournoi                                                                                  | Date                       | Champion                                      | Finaliste      | Demi-finalistes               | Quart de finalistes                                         |
| ---------------------------------------------------------------------------------------- | -------------------------- | --------------------------------------------- | -------------- | ----------------------------- | ----------------------------------------------------------- |
| Australian Open 2009 Clare (Australie-Méridionale), Australie 3 Stars 30 000 $ - tableau | 16–19 juillet 2009         | Stewart Boswell 11-8, 7-11, 11-8, 10-12, 11-9 | Cameron Pilley | Ong Beng Hee Tarek Momen      | Aaron Frankcomb Martin Knight Campbell Grayson Scott Arnold |
| Open de Malaisie 2009 Kuala Lumpur, Malaisie 5 Stars 52 500 $ - tableau                  | 29 juillet – 1er août 2009 | Amr Shabana 5-11, 11-9, 11-6, 11-4            | Nick Matthew   | Wael El Hindi James Willstrop | Ong Beng Hee Aamir Atlas Khan Farhan Mehboob Omar Mosaad    |

#### Août
| Tournoi                                                           | Date            | Champion                                          | Finaliste   | Demi-finalistes                      | Quart de finalistes                                          |
| ----------------------------------------------------------------- | --------------- | ------------------------------------------------- | ----------- | ------------------------------------ | ------------------------------------------------------------ |
| Open de Colombie 2009 Bogota, Colombie 3 Stars 30 000 $ - tableau | 27–30 août 2009 | David Palmer 12-10, 11-13, 12-10, 5-11, 12-12 rtd | Borja Golán | Olli Tuominen Miguel Ángel Rodríguez | Mohd Azlan Iskandar Eric Gálvez Arturo Salazar César Salazar |

#### Septembre
| Tournoi                                                     | Date               | Champion                                  | Finaliste   | Demi-finalistes              | Quart de finalistes                                   |
| ----------------------------------------------------------- | ------------------ | ----------------------------------------- | ----------- | ---------------------------- | ----------------------------------------------------- |
| US Open 2009 Chicago, États-Unis 5 Stars 52 500 $ - tableau | 2-6 septembre 2009 | Amr Shabana 11-7, 11-2, 7-11, 12-14, 11-8 | Ramy Ashour | David Palmer James Willstrop | Peter Barker Adrian Grant Wael El Hindi Olli Tuominen |

#### Novembre
| Tournoi                                                                       | Date                | Champion                            | Finaliste      | Demi-finalistes                        | Quart de finalistes                                              |
| ----------------------------------------------------------------------------- | ------------------- | ----------------------------------- | -------------- | -------------------------------------- | ---------------------------------------------------------------- |
| Santiago Open 2009 Santiago de Compostela, Espagne 4 Stars 41 250 $ - tableau | 11–14 novembre 2009 | Peter Barker 11-9, 11-7, 9-11, 11-9 | Adrian Grant   | Stewart Boswell Renan Lavigne          | Olli Tuominen Hisham Mohd Ashour Davide Bianchetti Saurav Ghosal |
| Open des Pays-Bas 2009 Rotterdam, Pays-Bas 3 Stars 40 000 $ - tableau         | 26–29 novembre 2009 | Daryl Selby 11-9, 4-11, 11-7, 12-10 | Cameron Pilley | Laurens Jan Anjema Mohd Azlan Iskandar | Tom Richards Davide Bianchetti Julian Illingworth Simon Rösner   |

## Top 10 mondial de fin d'année
| Rank | 2009             | 2009    |
| ---- | ---------------- | ------- |
| 1    | Karim Darwish    | 940.000 |
| 2    | Grégory Gaultier | 919.375 |
| 3    | Amr Shabana      | 916.875 |
| 4    | Nick Matthew     | 891.250 |
| 5    | Ramy Ashour      | 800.000 |
| 6    | James Willstrop  | 573.125 |
| 7    | Peter Barker     | 526.000 |
| 8    | David Palmer     | 491.875 |
| 9    | Thierry Lincou   | 443.750 |
| 10   | Wael El Hindi    | 332.500 |

## Retraites
Ci-dessous, la liste des joueurs et joueuses notables (gagnants un titre majeur ou ayant fait partie du top 30 pendant au moins un mois) ayant annoncé leur retraite du squash professionnel, devenus inactifs ou ayant été bannis durant la saison 2009:
- John White, né le 15 juin 1973 à Mount Isa, Australie) rejoint le circuit professionnel en 1991, devenant no 1 mondial en mars 2004 et conservant cette place pendant deux mois. En 2002, il est finaliste du championnat du monde face à David Palmer et du British Open face à Peter Nicol. Il remporte également des tournois importants comme le PSA Masters, le Davenport Virginia North American Open, le Motor City Open et le Irish Open. Il prend sa retraite après une dernière compétition au Tournament of Champions[2].
- Lee Beachill, né le 28 novembre 1977 à  Pontefract, Angleterre, rejoint le circuit professionnel en 1998, devenant no 1 mondial en octobre 2004 et conservant cette place pendant trois mois. En 2004, il est finaliste du championnat du monde face à Thierry Lincou. Il remporte 8 titres PSA World Tour dont l'US Open deux fois et le Qatar Classic. Il annonce sa retraite en février[3].
- Shahid Zaman, né le 12 août 1982 à  Quetta, Pakistan, rejoint le circuit professionnel en 1998, atteignant la place de 14e en juillet 2005. Il remporte cinq titres PSA World Tour dont le Pakistan Circuit en 2004 et le CAOS International en 2005. Il se retire après une dernière compétition à l'Open d'Atlanta Open en mai 2009[4].